# 假异鳞毛蕨
假异鳞毛蕨（学名：Dryopteris immixta）为鳞毛蕨科鳞毛蕨属下的一个种。

## 扩展阅读
- 維基物種上的相關：假异鳞毛蕨